# Edward Elgar
Edward Elgar (2. června 1857, Broadheath – 23. února 1934, Worcester) byl anglický hudební skladatel, působící v 19. a 20. století.

## Život

### Mládí a dospělost
Byl synem ladiče pian z Doveru, který přijel v roce 1841 do katedrálního města Worcesteru a vzal si dceru svého ubytovatele. Usadili se spolu v Broadheathu poblíž Worcesteru, kde se v chalupě, kde se narodil a která je nyní jeho muzeem. Jeho otec provozoval krámek s hudebními nástroji ve Worcesteru, kam se nakonec celá rodina odstěhovala. Od každého se očekávalo, že bude pracovat za pultem, a později na tuto zkušenost vzpomínal v tom smyslu, že mu poskytla příležitost „všechno číst, na všechno hrát a všechno psát“. Nicméně jeho otec se nedomníval, že by hudba byla dobrým živobytím pro jeho syna, a tak ho dal do učení do právnické kanceláře.
On se však tak snadno nedal. Sám se učil harmonii, kontrapunktu a formě a studoval teorii a partitury, včetně Beethovenových symfonií. Se svým bratrem Frankem vytvořili dechový kvintet a v roce 1877 Edward vyslechl v Londýně první koncert. V tom pokračoval i nadále – kdykoliv měl peníze na jízdenku.
V roce 1878 byl jmenován dirigentem orchestru v ústavu pro choromyslné. Rovněž přijal pedagogické místo v Malvernu a začal své skladby nabízet vydavatelům a dirigentům. Čekalo na něj však jednoznačné odmítnutí: to způsobil jeho provinciální původ a jak byl Elgar přesvědčen, i jeho katolické vyznání.
V roce 1886 se k němu na hodiny hudby zapsala dcera generálmajora britské armády, Sira Henryho Robertse, Caroline Alice Robertsová. Tato žena byla o devět let starší než on, ale oba se do sebe zamilovali. V roce 1889 uzavřeli sňatek a odstěhovali se do Londýna.

### První úspěchy
Alice byla přesvědčena o geniálním talentu svého muže a podporovala ho v komponování ze všech svých sil, a dokonce se ujala pracného úkolu kreslit notové linky na jeho partitury, neboť si je nemohli dovolit koupit. V roce 1890 byla předehra Froissart přijata k provedení na hudebním festivalu, který se téhož roku konal v jeho rodišti, Worcesteru. V Londýně však uznání nepřicházelo a rodina musela omezit své výdaje a vrátit se do Worcesteru. Zde přijal místo učitele v blízkém Malvernu. Po narození dcery napsal půvabnou serenádu pro smyčce a pro svou manželku a inspirován návštěvou Německa v roce 1892 Scény z bavorské vysočiny na její básně. Následovala další díla, včetně kantáty Caractacus, a v roce 1897 Císařský pochod na oslavu diamantového jubilea vlády královny Viktorie.
Jeho postavení se konečně stabilizovalo Variacemi na původní téma (Enigma), provedenými nadšenému publiku 19. června 1899, dva týdny po skladatelových dvaačtyřicátých narozeninách. Tento úspěch byl následován nabídkou k napsání skladby pro Birminghamský festival v roce 1900 a pro něj to byla možnost dovést k naplnění hýčkanou myšlenkou – zkomponovat sborovou skladbu na meditaci kardinála Newmanna o nesmrtelnosti, Sen Gerontiův. Partituru dokončil v létě 1900 ve svém domku na sever od Malvernu, obklopen krajinou, kterou miloval. „Stromy zpívají mou píseň,“ rozplýval se, „nebo já zpívám jejich?“
O kvalitě Gerontia byl nezvratně přesvědčen: po dokreslení poslední noty napsal: „To je to nejlepší ze mě – toto, jestliže něco ze mě, je hodno vaší paměti.“ První provedení na Birminghamském festivalu – stejně jako Enigma, pod taktovkou Hanse Richtera – bylo díky nedostatečné přípravě orchestru zmařeno a on sám z toho byl sklíčený, ale následujícího roku v Dusseldorfu bylo přijato bouřlivě. Následně si na „bohatství a slávu“ skladatele nepřipil nikdo menší než sám Richard Strauss, který se o něm vyjádřil jako o „... prvním anglickém pokrokáři“.
Nyní se zařadil mezi mezinárodně uznávané skladatele.

### Závěr života a smrt
Pocty doma následovaly: titul rytíře, čestné občanství města Worcesteru a hostující profesura na Birminghamské univerzitě. V letech 1903–1911 dokončil dvě oratoria v plánované trilogii, Apoštolové a Království (třetí nebylo nikdy dokončeno), dvě symfonie a houslový koncert pro Fritze Kreislera. V roce 1911 mu byl udělen Řád za zásluhy a pro něj se stal jakýmsi zakončením řady jeho poct. „Již nemám, čeho bych dosáhl,“ napsal svému příteli.
V roce 1920 zemřela jeho milovaná Alice. Uchýlil se ke studiu věd, zvláště biologie, a v roce 1923 se z domu Sussexu, který sdílel s Alicí, vrátil do Worcesteru. Během svých posledních let skládal již málo, ale načrtl si třetí symfonii, kterou skládal na objednávku BBC.
Rovněž aktivně diskutoval o napsání opery inspirované Ben Jonsonovou hrou Ďábel je hlupák a uskutečnil několik nahrávek pro gramofonovou společnost HMV, včetně slavné nahrávky houslového koncertu se šestnáctiletým zázračným dítětem jménem Yehudi Menuhin.
Sir Edward Elgar, nositel Řádu za zásluhy, zemřel pokojně ve svém domě ráno 23. února 1934.

## Nejvýznamnější díla
- Variace na vlastní téma (Enigma)
- Apoštolové
- Království
- Ďábel je hlupák
- Sen Gerontiův
- Císařský pochod
- Pomp and Circumstance
- 1. symfonie
- 2. symfonie
- 3. symfonie
- Pět skladeb pro orchestr
- Caractatus
- Scény se ságy
- Koruna Indie (The Crown of India) na počest cesty krále Jiřího V. do Indie[2]
- Král Olaf
- Duch Anglie
- Hvězdný expres
- Klavírní kvintet
- Houslová sonáta
- Troyte Griffith
- Mělká zem
- Korunovační óda
  - Země naděje a slávy
- Houslový koncert h moll, op. 61 (1910)
- Cockaigne
- Violoncellový koncert e moll, op. 85 (1919)
- Na jihu
- Falstaff
- Boží přání